# Nanzhong
Nanzhong (南中) va ser una antiga regió formada pel que avui és Yunnan, Guizhou, i Sichuan del sud a la Xina. La regió era la pàtria de les rebels tribus Nanman, dirigides per Meng Huo. El 225, l'estadista Zhuge Liang dirigí tres columnes d'homes a Yunnan per a pacificar a les tribus. Les set captures de Meng Huo són molt celebrades en el folklore xinès.